# 에쿠올
에쿠올(영어: equol) 또는 4',7-아이소플라반다이올(영어: 4',7-isoflavandiol)은 대두 및 기타 실물 공급원에서 발견되는 아이소플라본의 일종인 다이드제인이 장내 세균총에 의해 대사되어 생성되는 아이소플라반다이올 에스트로젠이다. 에스트라다이올과 같은 내인성 에스트로젠 호르몬은 스테로이드이지만, 에쿠올은 비스테로이드성 에스트로젠이다. 그러나 약 30~50%의 사람들만이 에쿠올을 만드는 장내 세균을 가지고 있다. 에쿠올은 (S)-에쿠올 및 (R)-에쿠올의 두 가지 거울상 이성질체의 형태로 존재할 수 있다. (S)-에쿠올은 에스트로젠 수용체 베타에 우선적으로 결합한다.

## 같이 보기
- 다이드제인
- 에스트로젠 수용체
- 제니스테인
- 리퀴리티제닌
- 메네르바
- 프리나베렐
- WAY-200070
- 다이아릴프로피오나이트릴